# Courtney Stockard
Courtney Stockard (San Luis (Misuri), 9 de marzo de 1995) es un baloncestista estadounidense que actualmente se encuentra sin equipo. Con 1,96 metros de estatura, juega en la posición de escolta.

## Trayectoria deportiva
Es un jugador natural de San Luis (Misuri), formado en Allen Community College durante dos temporadas desde 2013 a 2015, antes de ingresar en la Universidad de San Buenaventura, situada en Olean, Nueva York, donde jugó durante 2 temporadas en los St. Bonaventure Bonnies, desde 2017 a 2019.
Tras no ser elegido en el Draft de la NBA de 2019, en la temporada 2019-20 firmó por el Lahti Basketball de la Korisliiga finlandesa, en el que promedió 15.97 puntos en 36 encuentros.
En la temporada 2020-21, Stockard firmó por el Wiha Panthers Schwenningen de la ProA, la segunda división del país germano, en el que promedió 18.11 puntos en 19 encuentros.
En la temporada 2021-22, firma por el MLP Academics Heidelberg, recién ascendido a la Basketball Bundesliga. No llegó a debutar con el equipo.